# بابلو سيمونيه
بابلو سيمونيه (بالإسبانية: Pablo Simonet) مواليد 5 أبريل 1992 في بوينس آيرس، الأرجنتين، هو لاعب كرة يد أرجنتيني يلعب كظهير أيسر. مثل منتخب الأرجنتين لكرة اليد. شارك في دورة الألعاب الأولمبية الصيفية سنة 2016. حقق المركز الثاني في دورة الألعاب الأمريكية 2015.

## سجل المنافسة
شارك في البطولات التالية:
- بطولة العالم لكرة اليد للرجال 2015
- الألعاب الأولمبية الصيفية 2016

## الميداليات
| الميدالية | المسابقة                    |
| --------- | --------------------------- |
| فضية      | دورة الألعاب الأمريكية 2015 |

## روابط خارجية
- بابلو سيمونيه على موقع الاتحاد الدولي لكرة اليد (الإنجليزية)
- بابلو سيمونيه على موقع اللجنة الأولمبية الدولية (الإنجليزية)
- بابلو سيمونيه على موقع أوليمبيديا (الإنجليزية)
- بابلو سيمونيه على موقع اللجنة الأولمبية الأرجنتينية (الإسبانية)
- بابلو سيمونيه على موقع اللجنة الأولمبية الأرجنتينية (الإسبانية)
- بابلو سيمونيه على موقع اللجنة الأولمبية الأرجنتينية (الإسبانية)
- بابلو سيمونيه على موقع اللجنة الأولمبية الأرجنتينية (الإسبانية)